# Jean Marie Okutu
Jean Marie Okutu Kouletio (Cotonou, 4 agosto 1988) è un lunghista spagnolo.

## Biografia
È nato in Benin, da una famiglia originaria del Ghana. Suo padre lavorava come marinaio presso il porto di Cotonou. All'età di sei anni si è trasferito con la sua famiglia a Marín in Spagna.
Ha rappresentantato la Spagna ai Giochi olimpici estivi di Rio de Janeiro 2016.

## Palmarès
| Anno | Manifestazione             | Sede           | Evento         | Risultato | Prestazione | Note |
| ---- | -------------------------- | -------------- | -------------- | --------- | ----------- | ---- |
| 2009 | Europei under 23           | Kaunas         | Salto in lungo | 7º        | 7,78 m      |      |
| 2012 | Campionati ibero-americani | Barquisimeto   | Salto in lungo | Argento   | 7,87 m      |      |
| 2013 | Europei indoor             | Göteborg       | Salto in lungo | 14º (q)   | 7,65 m      |      |
| 2014 | Europei                    | Zurigo         | Salto in lungo | 20º (q)   | 7,64 m      |      |
| 2015 | Europei indoor             | Praga          | Salto in lungo | 5º        | 7,93 m      |      |
| 2016 | Campionati ibero-americani | Rio de Janeiro | Salto in lungo | Argento   | 7,84 m      |      |
| 2016 | Europei                    | Amsterdam      | Salto in lungo | 13º (q)   | 7,80 m      |      |
| 2016 | Giochi olimpici            | Rio de Janeiro | Salto in lungo | 20º (q)   | 7,75 m      |      |
| 2018 | Giochi del Mediterraneo    | Tarragona      | Salto in lungo | 6º        | 7,78 m      |      |
| 2018 | Europei                    | Berlino        | Salto in lungo | 17º (q)   | 7,66 m      |      |
| 2018 | Campionati ibero-americani | Trujillo       | Salto in lungo | 4º        | 7,75 m      |      |